# مرکز حقوق بشر خلیج
مرکز حقوق بشر خلیج (GCHR) یک مؤسسه مستقل غیرانتفاعی است که از حقوق بشر در کشورهای حاشیه خلیج فارس و کشورهای همسایه از جمله عربستان، بحرین، یمن، امارات، عمان، ایران، قطر، سوریه، عراق، اردن، کویت و لبنان دفاع می‌کند.
در ایران سازمان با نام مرکز حقوق بشر خلیج فارس شناخته می‌شود.

## فعالیت
چشم‌انداز آن توسعه و حفاظت از یک شبکه پایدار مدافعان حقوق بشر در منطقه خلیج فارس است و آنها در لبنان مستقر هستند.
این سازمان توسط خالد ابراهیم به همراه عبدالهادی الخواجه و نبیل رجب، فعالان بحرینی که هر دو در بحرین زندانی شدند تأسیس شد. مریم الخواجه، فعال بحرینی، مدیر این سازمان است.
این سازمان دربارهٔ فعالیت روزنامه‌نگاران ایرانی سال ۲۰۱۸ در بیانیه‌ای برخورد با آنها را محکوم کرد و از حکومت ایران خواست به فعالیت‌های آزادانه روزنامه‌نگاران از جمله کسری نوری و ریحانه طباطبایی احترام بگذارد.